# Trädeslöpare
Trädeslöpare (Harpalus calceatus) är en skalbaggsart som först beskrevs av Caspar Erasmus Duftschmid 1812.  Trädeslöpare ingår i släktet Harpalus, och familjen jordlöpare. Enligt den finländska rödlistan är arten nationellt utdöd i Finland. Arten förekommer i Götaland och Öland samt tillfälligtvis även på Gotland och Svealand. Artens livsmiljö är torra gräsmarker.